# Ganden tripa
A ganden tripa vagy gaden tripa (wylie: dga’ ldan khri pa, „a ganden trón birtokosa”) a tibeti buddhizmus gelug iskolájának spirituális vezetője. A gelugpa jelenlegi vezetője nem a dalai láma, hanem Thubten Nyima Lungtok Tendzin Norbu, a 102. ganden tripa.
Gyakran hiszik azt is tévesen, hogy a ganden tripa személye megegyezik a Ganden kolostor apátjával, holott a Gandennek két apátja van: a ganden sarce és a ganden dzsangce. A ganden tripa nem töltheti be ezt a tisztséget, feltéve ha előtte szolgált már a Gyumaj vagy a Gyuto tantrikus iskola apátjaként (lásd lentebb a kiválasztás módját). A ganden tripát kinevezik, és nem számít reinkarnációs vonalnak. Érdemek szerzése után válhat valakiből ganden tripa és a címet hét évig viselheti. Tehát sokkal több ganden tripa volt már a történelem során, mint dalai láma (102 az előbbiből és 14 az utóbbiból).
Dzse Congkapa (1357–1419), a gelug iskola alapítója volt a legelső ganden tripa. Halála után a tanításait Gyalcab Dzse és Khedrub Dzse vitték tovább, akik a Ganden kolostor következő apátjai voltak. A tanítási vonalat a ganden tripák vitték tovább.
A 101. ganden tripa kinevezését 2003 januárjában jelentette be a Központi Tibeti Adminisztráció.
A 100. ganden tripa Loszang Nyima rinpocse hivatalával együtt visszavonult a Ganden kolostorba és ott maradt élete hátralevő részéig, 2008-ig.

## A kinevezés módja
A ganden tripa érdemek által szerezhető hierarchiára épülő, jelöléssel és kinevezéssel járó cím. A jelöltnek nem szükségszerűen kell, hogy legyen kapcsolata a Gelug kolostorral, jóllehet ha ganden szerzetesként kezdte pályáját, akkor esélye volt a ranglétrát megmászva az intézmény élére kerülnie ott.
Egy hagyományos tibeti mondás szerint ha egy koldus gyermekének meg van a képessége, akkor semmi sem állíthatja meg abban, hogy a Ganden trónjának címét megszerezze. Ez arra vonatkozik, hogy a címet egyedül érdemekkel lehet megszerezni, nem pedig valamilyen mester reinkarnációjaként, vagy bármi más módon.
Bármely gelug kolostorhoz tartozó szerzetesnek általában 15-20 év tanulmányra van szüksége ahhoz, hogy megszerezze a  corampa vagy lharampa (magasabb) gese címet. Ezt követően be kell lépnie vagy a Gyütö vagy a Gyüme tantrikus főiskolába, attól függően, hogy Tibet mely részéből származik. További 1-2 év tanulmánnyal megszerezheti a ngagrampa gese fokozatot, amellyel kiérdemelheti az oktatói címet, és apáthelyettessé válhat (3 éves tisztség). Végül a dalai láma jelölheti a két iskola közül az egyik apátjának. Ez a tisztség is három évig tart.
A tisztség leteltével visszavonult apáti cím jár, amely egy rendkívül magas fokozatot jelent. Az új ganden tripa tisztségének jelölése automatikus folyamat, amint az előző hétéves ciklus lejárt. A posztra vagy a Gyütö vagy a Gyüme egykori apátja kap jelölést felváltott rendszerben. Ha a leköszönő ganden tripa egykor a Gyüme apátja volt, akkor az új ganden tripa a Gyütö egykori apátja kell, hogy legyen - és ugyanígy fordítva.
A kinevezés automatikus, ugyanakkor a dalai láma erősíti meg és jelenti be hivatalosan a folyamatot.

## A ganden tripák listája

### 1–25
| #   | név                           | életrajzi adat | tisztség      | wylie                                | további címek                            |
| --- | ----------------------------- | -------------- | ------------- | ------------------------------------ | ---------------------------------------- |
| 1.  | Dzse Congkapa, Loszang Dragpa | 1357–1419      | 1409–1419     | tsong kha pa, blo bzang grags pa     | Dzse rinpocse (rje rin po che)           |
| 2.  | Dharma Rincsen (Gyalcab Dzse) | 1364–1432      | 1419–1431     | dar ma rin chen                      |                                          |
| 3.  | Khedrup Gelek Pelzang         | 1385–1438      | 1431–1438     | mkhas grub rje dge legs dpal bzang   | 1. pancsen láma                          |
| 4.  | Salu Locsen Legpa Gyelcsen    | 1375–1450      | 1438–1450     | zhwa lu lo chen legs pa rgyal mtshan | –                                        |
| 5.  | Lodrö Csökjong                | 1389–1463      | 1450–1463     | blo gros chos skyong                 | –                                        |
| 6.  | Csökji Gyelcsen               | 1402–1473      | 1463–1473     | chos kyi rgyal mtshan                | 1. tacak rinpocse (rta tshag rin po che) |
| 7.  | Lodrö Tenpa                   | 1402–1476      | 1473–1476(79) | blo gros brtan pa                    | –                                        |
| 8.  | Mönlam Legpa Lodrö            | 1414–1491      | 1480–1489     | smon lam legs pa'i blo gros          | –                                        |
| 9.  | Loszang Nyima                 | 1439–1492      | 1490–1492     | blo bzang nyi ma                     | –                                        |
| 10. | Jese Szangpo                  | 1415–1498      | 1492–1498     | ye shes bzang po                     | –                                        |
| 11. | Loszang Dragpa                | 1422/1429–1511 | 1499–1511     | blo bzang grags pa                   | –                                        |
| 12. | Dzsamjang Legpa Lodrö         | 1450–1530      | 1511–1516     | jam dbyangs legs pa'i blo gros       | –                                        |
| 13. | Csökji Senyen                 | 1453–1540      | 1516–1521     | chos kyi bshes gnyen                 | más néven Dharmamitra                    |
| 14. | Rincsen Öszer                 | 1453–1540      | 1522–1528     | rin chen 'od zer                     | –                                        |
| 15. | Pancsen Szonam Dragpa         | 1478–1554      | 1529–1535     | pan chen bsod nams grags pa          | (gzims khang gong ma)                    |
| 16. | Csökjong Gyacso               | 1473–1539      | 1534–1539     | chos skyong rgya mtsho               | 4. lab kjabgön (lab skyabs mgon)         |
| 17. | Dordzse Szangpo               | 1491–1554      | 1539–1546     | rdo rje bzang po                     | –                                        |
| 18. | Gyelcsen Szangpo              | 1497–1548      | 1546–1548     | rgyal mtshan bzang po                | –                                        |
| 19. | Ngavang Csödrag               | 1501–1551/1552 | 1548–1552     | ngag dbang chos grags                | –                                        |
| 20. | Csödrag Szangpo               | 1493–1559      | 1552–1559     | chos grags bzang po                  | –                                        |
| 21. | Geleg Pelszang                | 1505–1567      | 1559–1565     | dge legs dpal bzang                  | –                                        |
| 22. | Gendün Tenpa Dargye           | 1493–1568      | 1565–1568     | dge 'dun bstan pa dar rgyas          | –                                        |
| 23. | Cseten Gyacso                 | 1520–1576      | 1568–1575     | tshe brtan rgya mtsho                | –                                        |
| 24. | Csampa Gyacso                 | 1516–1590      | 1575–1582     | byams pa rgya mtsho                  | –                                        |
| 25. | Peldzsor Gyacso               | 1526–1599      | 1582–?        | dpal 'byor rgya mtsho                | –                                        |

### 26–50
| #   | név                     | életrajzi adat      | tisztség            | wylie                            | további címek    |
| --- | ----------------------- | ------------------- | ------------------- | -------------------------------- | ---------------- |
| 26. | Damcsö Pelbar           | 1523/1546–1599      | 1589–1596           | dam chos dpal 'bar               | –                |
| 27. | Szangye Rincsen         | 1540–1612           | 1596–1603           | sangs rgyas rin chen             | –                |
| 28. | Gendün Gyelcsen         | 1532–1605/1607      | 1603–?              | dge 'dun rgyal mtshan            | –                |
| 29. | Senyen Dragpa           | 1545–1615           | 1607–1615           | bshes gnyen grags pa             | –                |
| 30. | Lodrö Gyacso            | 1546–1618           | 1615–1618           | blo gros rgya mtsho              | 5. lab kjabgön   |
| 31. | Damcsö Pelszang         | 1546–1620           | 1618–1620           | dam chos dpal bzang              | –                |
| 32. | Csültrim Csöphel        | 1561–1623           | 1620–1623           | tshul khrims chos 'phel          | –                |
| 33. | Dragpa Gyacso           | 1555–1627           | 1623–1627           | grags pa rgya mtsho              | –                |
| 34. | Ngavang Csökji Gyelcsen | 1571/1575–1625/1629 | 1623, 1627/1628(?)  | ngag dbang chos kyi rgyal mtshan | –                |
| 35. | Köncsog Csöphel         | 1573–1644           | 1626–1637           | dkon mchog chos 'phel            | –                |
| 36. | Tendzin Legse           | ?–1664              | 1638?               | bstan 'dzin legs bshad           | –                |
| 37. | Gendün Rincsen Gyelcsen | 1571–1642           | 1638–1642           | dge 'dun rin chen rgyal mtshan   | –                |
| 38. | Tenpa Gyelcsen          | ?–1647              | 1643–1647           | bstan pa rgyal mtshan            | –                |
| 39. | Köncsog Csöszang        | ?–1672/1673         | 1644(?)/1648–1654   | dkon mchog chos bzang            | –                |
| 40. | Pelden Gyelcsen         | 1601–1674           | 1651/1654/1655–1662 | dpal ldan rgyal mtshan           | –                |
| 41. | Loszang Gyelcsen        | 1599/1600–1672      | 1658/1662–1668      | blo bzang rgyal mtshan           | –                |
| 42. | Loszang Dönyö           | 1602–1678           | 1668–1675           | blo bzang don yod                | Namdak Dorje     |
| 43. | Csampa Trasi            | 1618–1684           | 1675–1681           | byams pa bkra shis               | –                |
| 44. | Ngavang Lodrö Gyacso    | 1635–1688           | 1682–1685           | ngag dbang blo gros rgya mtsho   | –                |
| 45. | Csültrim Dargye         | 1632–?              | 1685/1695–1692/1699 | tshul khrims dar rgyas           | –                |
| 46. | Ngavang Pelszang        | 1629–1695           | ?                   | ngag dbang dpal bzang            | Chinpa Gyatsho   |
| 47. | Loszang Csöphel         | * 17. század        | 1699–1701           | blo bzang chos 'phel             | –                |
| 48. | Döndrub Gyacso          | * 17. század        | 1702–1708           | don grub rgya mtsho              | 1. ling rinpocse |
| 49. | Loszang Dargye          | * 17. század        | 1708–1715           | blo bzang dar rgyas              | –                |
| 50. | Gendün Phüncsog         | ?–1724              | 1715–1722           | dge 'dun phun tshogs             | –                |

### 51–75
| #   | név                               | életrajzi adat | tisztség        | wylie                                        | további címek                             |
| --- | --------------------------------- | -------------- | --------------- | -------------------------------------------- | ----------------------------------------- |
| 51. | Pelden Dragpa                     | ?–1729         | 1722–1729       | dpal ldan grags pa                           | 1. horcang szertri (hor tshang gser khri) |
| 52. | Ngavang Csephel                   | 1668–1734      | 1730–1732       | ngag dbang tshe 'phel                        | –                                         |
| 53. | Gyeltshen Szengge                 | 1678–1756      | 1732–1739       | rgyal mtshan seng ge                         | 1. cötritrül (gtsos khri sprul)           |
| 54. | Ngavang Csogden                   | 1677–1751      | 1739–1746       | ngag dbang mchog ldan                        | 1. reting rinpocse (rwa sgreng)           |
| 55. | Ngavang Namkha Szangpo            | 1690–1749/1750 | 1746–1749/1750  | ngag dbang nam mkha' bzang po                | 1. singsza rinpocse (shing bza' )         |
| 56. | Loszang Drimed                    | 1683–?         | 1750–1757       | blo bzang dri med                            | –                                         |
| 57. | Szamten Phüncsog                  | 1703–1770      | 1757–1764       | bsam gtan phun tshogs                        | –                                         |
| 58. | Csakjung Ngavang Csödrag          | 1707–1778      | 1764–1778?      | bya khyung ngag dbang chos grags             | –                                         |
| 59. | Csuszang Ngavang Csödrag          | 1710–1772      | 1771–1772?      | chu bzang ngag dbang chos grags              | –                                         |
| 60. | Loszang Tenpa                     | 1725–?         | 6 Jahre         | blo bzang bstan pa                           | –                                         |
| 61. | Ngavang Csülthrim                 | 1721–1791      | 1778–1785       | ngag dbang tshul khrims                      | 1. csemon ling rinpocse (tshe smon gling) |
| 62. | Loszang Mönlam                    | 1729–1798      | 1785–1793       | blo bzang smon lam                           | –                                         |
| 63. | Loszang Khecsog                   | 1736–1792      | 1792 (6 months) | blo bzang mkhas mchog                        | –                                         |
| 64. | Loszang Trasi                     | 1739–1801      | 1794–1801       | blo bzang bkra shis                          | –                                         |
| 65. | Gendün Csülthrim                  | 1744–1807      | ?               | dge 'dun tshul khrims                        | –                                         |
| 66. | Ngavang Nyandrag                  | 1746–1824      | 1807–1814       | ngag dbang snyan grags                       | –                                         |
| 67. | Dzsamjang Mönlam                  | 1750–1814/1817 | 1814 (3 months) | 'jam dbyangs smon lam                        | –                                         |
| 68. | Loszang Geleg                     | 1757–1816      | 1815–1816       | blo bzang dge legs                           | –                                         |
| 69. | Csangcsub Csöphel                 | 1756–1838      | 1816–1822       | byang chub chos 'phel                        | Jongzin Tridzsang Dordzse Csang           |
| 70. | Ngavang Csöphel                   | 1760–1839      | 1822–1828       | ngag dbang chos 'phel                        |                                           |
| 71. | Jese Thardo                       | 1756–1829/1830 | 1829–1830       | ye shes thar 'dod                            | –                                         |
| 72. | Dzsampel Csülthrim                | * 19. század   | 1831–1837       | 'jam dpal tshul khrims                       | 1. khamlung rinpocse khams lung           |
| 73. | Ngavang Dzsampel Csülthrim Gyacso | 1792–1862/1864 | 1837–1843       | ngag dbang 'jam dpal tshul khrims rgya mtsho | 2. csemon ling                            |
| 74. | Loszang Lhündrub                  | * 18. század   | ?               | blo bzang lhun grub                          | –                                         |
| 75. | Ngavang Lungtog Jönten Gyacso     | * 19 Jh.–1853? | 1850–1853       | ngag dbang lung rtogs yon tan rgya mtsho     | 4. ling rinpocse                          |

### 76–102
| #    | név                                | életrajzi adat | tisztség       | wylie                                           | további címek                                    |
| ---- | ---------------------------------- | -------------- | -------------- | ----------------------------------------------- | ------------------------------------------------ |
| 76.  | Loszang Khjenrab Vangcsug          | ?–1872         | 1853–1870      | blo bzang mkhyen rab dbang phyug                | –                                                |
| 77.  | Csülthrim Dargye                   | ?              | 1859?–1864?    | tshul khrims dar rgyas                          | –                                                |
| 78.  | Dzsamjang Damcsö                   | * 19. század   | 1864?–1869?    | jam dbyangs dam chos                            | –                                                |
| 79.  | Loszang Csinpa                     | * 19. század   | 1869?–1874?    | blo bzang sbyin pa                              | –                                                |
| 80.  | Dragpa Döndrub                     | * 19. század   | 1874?–1879?    | grags pa don grub                               | –                                                |
| 81.  | Ngavang Norbu                      | * 19. század   | 1879?–1884?    | ngag dbang nor bu                               | –                                                |
| 82.  | Jese Csöphel                       | * 19. század   | 1884?–1889?    | ye shes chos 'phel                              | –                                                |
| 83.  | Csangcsub Namkha                   | * 19. század   | 1889?–1894?    | byang chub nam mkha'                            | –                                                |
| 84.  | Loszang Csülthrim                  | * 19. század   | 1894?–1899?    | blo bzang tshul khrims                          | –                                                |
| 85.  | Loszang Csülthrim Pelden           | 1839–1899/1900 | 1896–1899/1900 | blo bzang tshul khrims dpal ldan                | Jongzin Tridzsang Dordzse Csang                  |
| 86.  | Loszang Gyelcsen                   | 1840–?         | 1900–1907?     | blo bzang rgyal mtshan                          | –                                                |
| 87.  | Ngavang Loszang Tenpe Gyelcsen     | 1844–1919      | 1907–1914      | ngag dbang blo bzang bstan pa'i rgyal mtshan    | 3. csemon ling                                   |
| 88.  | Khjenrab Jönten Gyacso             | * 19. század   | 1914?–1919     | mkhyen rab yon tan rgya mtsho                   | Drigungpa Khjenrab Jönten                        |
| 89.  | Loszang Nyandrag Gyacso            | * 19. század   | 1919?–1924?    | blo bzang snyan grags rgya mtsho                | –                                                |
| 90.  | Csampa Csödrag                     | 1876–1937/1947 | 1920/1921–1926 | byams pa chos grags                             | –                                                |
| 91.  | Loszang Gyelcsen                   | ?–1932         | 1927–1932      | blo bzang rgyal mtshan                          | –                                                |
| 92.  | Thubten Nyincse                    | ?–1933?        | 1933           | thub bstan nyin byed                            | 1. gtsang pa khri sprul                          |
| 93.  | Jese Vangden                       | * 19. század   | 1933–1939      | ye shes dbang ldan                              | 1. mi nyag khri sprul                            |
| 94.  | Lhündrub Cöndrü                    | ?–1949         | 1940–1946      | lhun grub brtson 'grus                          | Sangpa Lhündrub Cöndrü                           |
| 95.  | Trasi Tongthün                     | * 19. század   | 1947–1953      | bkra shis stong thun                            | –                                                |
| 96.  | Thubten Künga                      | 1891–1964      | 1954/1958–1964 | thub bstan kun dga                              | –                                                |
| 97.  | Thubten Lungtog Tendzin Thrinle    | 1903–1983      | 1965–          | thub bstan lung rtogs bstan 'dzin 'phrin las    | 6. ling rinpocse                                 |
| 98.  | Dzsampel Senpen                    | 1919–1989      | 1984–1989      | 'jam dpal gzhan phan                            | –                                                |
| 99.  | Jese Dönden                        | ?–1995         | ?              | ye shes don ldan                                | –                                                |
| 100. | Loszang Nyima Rinpocse             | * 1928-2008    | 1995–2003      | blo bzang nyi ma                                | –                                                |
| 101. | Khenszur Lungri Namgyel            | * 1927         | 2003–2009      | lung rig rnam rgyal                             |                                                  |
| 102. | Thubten Nyima Lungtok Tenzin Norbu | * 1937         | 2009-          | thub bstan nyi ma lung rtogs bstan 'dzin nor bu | Rizong Szrasz rinpocse (2. ri rdzong sras sprul) |